# Capitella minima
Capitella minima is een borstelworm uit de familie Capitellidae.
De wetenschappelijke naam van de soort werd in 1881 gepubliceerd door Langerhans.